# Antonio Robinson
(en) Statistiques sur pro-football-reference
Antonio Robinson (né le 30 novembre 1985 à Miami) est un joueur américain de football américain.
Après avoir fait ses études à l'université d'État de Nicholls, il n'est drafté par aucune équipe en 2010. Il signe un contrat comme agent libre avec les Packers de Green Bay peu de temps après. Il est affecté dans l'équipe d'entrainement. Il joue ensuite avec les VooDoo de La Nouvelle-Orléans, évoluant en Arena Football League.